# Universidade de Essuatíni
A Universidade de Essuatíni (UNESWA) é uma universidade pública de Essuatíni, com reitoria e campus principal instalado na cidade de Kwaluseni, nos subúrbios de Manzini. Possui campus também em Luyengo e na capital nacional Mebabane.
Foi criada em 1976 e transformada por ato do parlamento em 1982, sendo a primeira universidade própria de Essuatíni, a partir da divisão da "Universidade do Botsuana e Suazilândia"

## História
A tradição universitária da UNESWA iniciou-se com as Faculdades de Formação de Professores Nazareno e William Pitcher; a primeira, Nazareno (confessional católica), iniciou suas atividades em 1936 em solo nacional, enquanto que a segunda, William Pitcher (pública), foi constituída em 1962. Já em 8 de abril de 1945 ocorre a fundação da Universidade Católica Pio XII, localizada na vila de Roma, no Lesoto. Esta universidade predecessora surgiu como iniciativa do Alto Comissário para a África Austral-Basutolândia e da ordem religiosa dos Missionários Oblatos de Maria Imaculada, com tutela acadêmica da Universidade da África do Sul (Unisa). A referida universidade católica recebia estudantes do Lesoto, de Essuatíni e do Botsuana.
Em 1963, em face das dificuldades financeiras da Pio XII, um acordo foi feito para transformar a instituição católica em uma universidade pública, que foi lançada oficialmente 1 de janeiro de 1964 com o nome "Universidade de Basutolândia, Bechuanalândia e Suazilândia" (UBBS). Entre 1964 e 1972 a UBBS continuou a receber no Lesoto os estudantes de Essuatíni. Paralelamente, autonomamente foi constituído em Luyengo o "Colégio Agrícola e Centro Universitário da Suazilândia", que foi fundado em 1966 (na década de 1980, constituiu-se como Faculdade de Agricultura da UNESWA). Também em 1966 muda de nome para Universidade do Botsuana, Lesoto e Suazilândia (UBLS).
Em 1970, a UBLS absorveu o "Colégio Agrícola e Centro Universitário da Suazilândia". Em 1972 a UBLS cria a Faculdade de Agricultura (a partir do antigo Colégio Agrícola de Luyengo) e a de Direito (com sede em Kwaluseni), que constituíam as primeiras unidades da universidade em solo nacional. No ano seguinte, a UBLS absorveria as Faculdades de Formação de Professores William Pitcher e Nazareno.
Após a expropriação da UBLS pelo Lesoto em 20 de outubro de 1975, os governos do Botsuana e Essuatíni iniciaram negociações que culminaram na criação da "Universidade do Botsuana e Suazilândia" em 1 de setembro de 1976.. A sede da reitoria ficou em Malkerns, no Essuatíni.
Embora de ambas as nações, os campus funcionavam com forte grau de autogestão, tanto que o processo de divisão em duas universidades foi planejado deste o início. A inauguração formal da nova "Universidade da Suazilândia" e da nova Universidade do Botsuana deu-se em 23 de outubro de 1982, enquanto que o período de transição continuou até 31 de dezembro de 1982, quando as duas universidades separaram-se em definitivo. Nisto, a sede da UNESWA mudou-se definitivamente de Malkerns para Kwaluseni.
Em 1996 foi criado o campus de Mebabane, vocacionado às ciências da saúde.
Em 2018 a universidade mudou de nome, acompanhando a mudança de nome do próprio país.

## Infraestrutura
O campus principal fica em Kwaluseni; suas infraestruturas são financiadas em conjunto pelo Reino Unido, Estados Unidos, Canadá, a Anglo American Corporation e o governo Essuatíni. O campus abriga as faculdades de comércio, educação, humanidades e ciências. O campus de Mebabane abriga a Faculdade de Ciências da Saúde, criada em 1996. O campus mais antigo, de Luyengo (inaugurado em 1966), abriga a Faculdade de Agricultura. Todos os campi estão situados no corredor Mebabane/Manzini na área centro-oeste do país